# Sävelången
Sävelången är en sjö i Alingsås kommun och Lerums kommun i Västergötland och ingår i Göta älvs huvudavrinningsområde. Sjön är 33,8 meter djup, har en yta på 5,46 kvadratkilometer och befinner sig 53,1 meter över havet. Sjön avvattnas av vattendraget Säveån.
Sjöns största del ligger i Lerums kommun. Sjöns nordöstra del ligger i Alingsås kommun. Orter och samhällen kring sjön är Norsesund och Ingared i norr, Tollered i öster och Floda i söder. Vid sjöns sydvästra del ligger godset Nääs. Sävelången får sitt vatten från främst Mjörn via Norsesund och Lillelången. I söder mynnar sjön ut i Säveån.
I sjön fanns förr ångbåtstrafik som ombesörjdes av ångbåten S/S Sävelången. Nääs Fabriker var i behov av transporter mellan fabriken och järnvägsstationen i Floda. Fabriken bedrev ångbåtstrafik för gods och passagerare mellan Floda och Tollered. Ångbåten passerade bron till Nääs slott med nedfälld skorsten.

## Delavrinningsområde
Sävelången ingår i delavrinningsområde (641482-129963) som SMHI kallar för Utloppet av Sävelången. Medelhöjden är 104 meter över havet och ytan är 44,38 kvadratkilometer. Räknas de 64 avrinningsområdena uppströms in blir den ackumulerade arean 1 297 kvadratkilometer. Säveån som avvattnar avrinningsområdet har biflödesordning 2, vilket innebär att vattnet flödar genom totalt 2 vattendrag innan det når havet efter 35 kilometer. Avrinningsområdet består mestadels av skog (57 %) och jordbruk (11 %). Avrinningsområdet har 6,22 kvadratkilometer vattenytor vilket ger det en sjöprocent på 14 %. Bebyggelsen i området täcker en yta av 2,35 kvadratkilometer eller 5 % av avrinningsområdet.

## Fiskar
Sävelångens fiskar. Fiskekort krävs. De vanligaste arterna är gädda, abborre, ål, braxen, mört, id, lake och öring.  